# Городское поселение город Новый Оскол
Городско́е поселе́ние «Го́род Но́вый Оско́л» — упразднённое муниципальное образование в Новооскольском районе Белгородской области.
Административный центр — город Новый Оскол.
19 апреля 2018 года упразднено при преобразовании Новооскольского района в Новооскольский городской округ.

## История
Городское поселение «Город Новый Оскол» образован 20 декабря 2004 года в соответствии с Законом Белгородской области № 159. Что.

## Население
| 2010    | 2011    | 2012    | 2013    | 2014    | 2015    | 2016    |
| ------- | ------- | ------- | ------- | ------- | ------- | ------- |
| 19 959  | ↘19 917 | ↘19 578 | ↘19 440 | ↘19 326 | ↗19 341 | ↘19 339 |
| 2017    | 2018    |         |         |         |         |         |
| ↘19 261 | ↘19 159 |         |         |         |         |         |

## Состав городского поселения
| № | Населённый пункт | Тип населённого пункта        | Население |
| - | ---------------- | ----------------------------- | --------- |
| 1 | Новый Оскол      | город, административный центр | ↘18 359   |
| 2 | Рудный           | посёлок                       | ↘407      |